# Džang Taofang
‎Džang Taofang (kitajsko: 張桃芳; Wade–Giles: Zhang Tao-fang; pinjin: Zhang Taofang), kitajski ostrostrelec, * 1931, Šingua, Džjangsu, Kitajska, † 29. april 2007, Veifang, Šandong, Ljudska republika Kitajska.

## Življenjepis
Taofang ostaja eden najboljših ostrostrelcev v kitajskih oboroženih silah, saj je med korejsko vojno dosegel 214 zadetkov v 32 dneh, medtem ko je uporabljal puško Mosin-Nagant brez strelskega daljnogleda.